# Rola-de-olhos-vermelhos
Rola-de-olhos-vermelhos (nome científico: Streptopelia semitorquata) é uma espécie de ave pertencente à família dos columbídeos. É uma espécie muito difundida e comum na África subsaariana
Seu nome popular em língua inglesa é "Red-eyed dove".